# Henri Padou
Henri Antoine Padou (Tourcoing, 15 mei 1898 – Wasquehal, 19 november 1981) was een Frans waterpolospeler.
Padou nam viermaal deel aan de Olympische Zomerspelen. Hij nam viermaal deel aan het waterpolo en in 1920 en 1924 aan het zwemmen. Padou miste bij het zwemmen geen finales. Bij het waterpolo won hij in 1924 de gouden medaille in eigen land. Vier jaar later won hij met zijn ploeggenoten de bronzen medaille.
Émile-Georges Drigny · 
Henri Duvanel · 
Marcel Hussaud · 
Albert Mayaud · 
Henri Padou · 
Jean Thorailler · 
Paul Vasseur
Albert Delborgies · 
Noël Delberghe · 
Robert Desmettre · 
Paul Dujardin (G) ·
Albert Mayaud · 
Henri Padou · 
Georges Rigal
Émile Bulteel · 
Henri Cuvelier · 
Paul Dujardin (G) · 
Jules Keignaert · 
Henri Padou · 
Ernest Roget · 
Albert Thévenon · 
Achille Tribouillet · 
Albert Vandeplancke · 
André Busch · 
Georges Delporte · 
René Joder (G) ·
Paul Lambert · 
Maurice Lefèbvre · 
Henri Padou · 
Roger Van de Casteele
- Bibliothèque nationale de France: cb16539731v (data)
- International Standard Name Identifier: 0000 0004 5097 4962
- Virtual International Authority File: 316737678